# Дон (титул)
Дон или дом (исп. don и итал. don, фр. dom и порт. dom, от лат. dominus — «господин») — титул в некоторых странах Европы.
В Испании дон — титул, изначально принадлежавший королю и принцам, жаловался за заслуги, а в настоящее время стал обычной формой уважительного обращения к мужчине.
В Португалии титул дом носят владетельные особы и члены их фамилий.
В Италии дон — почётный титул духовенства и дворян, изначально дававшийся только Папе римскому. С эпохи Средневековья относился как правило к священникам (аббатам, епископам), редко — к «простым» монахам.
Форма дом добавляется к имени монахов бенедиктинцев и картезианцев, а также к именам членов сообществ каноников-августинцев. Например, известная марка шампанского «Дом Периньон» (Dom Pérignon) названа в честь монаха-бенедиктинца Пьера Периньона, внёсшего значительный вклад в развитие производства игристых вин. Кроме того, исторически во Франции этот титул использовался при обращении к Авиньонским папам, подобно итальянскому и испанскому обращению дон.
Донья (исп. doña), донна (итал. donna) и дона (порт. dona) — обращение к женщине.

## Другое
Дон — «титул» крёстного отца в итальянской и американской мафии.
Обращение «дон» используется в Эсторской империи на вымышленной братьями Стругацкими планете.